# カイジンドウ
カイジンドウ（甲斐ジンドウ、学名：Ajuga ciliata var. villosior）は、シソ科キランソウ属の多年草。植物体全体に毛が多く、やや白っぽく見える。地上近くを這って伸びる匐枝や走出枝は出さない。

## 特徴
茎は株立ちになり、直立して高さは20-40cmになり、基部はしばしば赤紫色をおび、多細胞の白い毛が密生する。葉は対生し、基部の2-3対はさじ状または鱗片状で小さく、早く落ちる。中部の葉は卵形から広卵形で、長さ3-8cm、幅2-4.5cm、先端はとがり、基部は長さ5-10mmの翼のある葉柄になり、縁には不規則な粗い欠刻状の鋸歯があり、表面、裏面ともに毛が生える。上部の葉は狭卵形から苞状になり、赤紫色をおびる。
花期は5-6月。花は青紫色の唇形で、茎の頂部に5-8段になる花穂状の輪散花序につく。 萼は5裂し、裂片は長さ5-6mmになる。花冠は筒部が細く、筒部の長さは10-12mm、上唇は2裂して長さ3mmの半円形になり、下唇は上唇より長く3裂し、中央の裂片のみが大型になって先端は浅く2裂する。花冠と苞に毛が生える。雄蕊は4個あり、うち2個は花糸が長く、花糸の上部に短毛が生える。果実は4個の分果で、長さ2mmになる。

## 分布と生育環境
日本の固有変種。北海道、本州の中部地方以北、九州に分布し、火山性土壌の草原や明るくやや乾いた落葉樹林の林縁の草地などに生育する。中国大陸系の草原性植物。

## 名前の由来
和名カイジンドウは、甲斐の国に産するリンドウ（竜胆）の意味とも、甲斐の国に産するジンドウソウ（同属のヒイラギソウの別名）の意味ともいわれるが、「ジンドウ」の意味ははっきりしていないという。
飯沼慾斎は、1856年（安政3年）に出版された『草木図説』前編20巻中第11巻の「菊葉ノジウニヒトヘ 新訂甲斐ヂンドウ」において、「甲斐ジンドウの名前は正しくないので、新たに菊葉ノジュウニヒトエヘの名前とする」旨の記載をしている。
種小名（種形容語）ciliata は、「縁毛のある」の、変種名 villosior（ラテン語：villosus）は、「毛でおおわれた、毛むくじゃらの」の意味。

## 種の保全状況評価
絶滅危惧II類 (VU)（環境省レッドリスト）
（2020年、環境省。2000年レッドデータブックまでは絶滅危惧IB類(EN)）

都道府県のレッドデータ、レッドリストの選定状況は次の通り。
青森県-最重要希少野生生物（Aランク）、岩手県-Bランク、宮城県-絶滅危惧I類（CR+EN）、秋田県-絶滅危惧IA類（CR）、山形県-絶滅（EX）、福島県-絶滅危惧IA類（CR）、茨城県-絶滅危惧IB類、栃木県-絶滅、群馬県-絶滅危惧IA類（CR）、千葉県-消息不明・絶滅生物（X）、東京都-絶滅（EX）、神奈川県-絶滅種（EX）、山梨県-絶滅危惧II類（VU）、長野県-準絶滅危惧（NT）、静岡県-絶滅危惧IB類（EN）、鳥取県-絶滅危惧I類（CR+EN）、長崎県-絶滅危惧IB類（EN）、熊本県-絶滅危惧IA類（CR）、大分県-絶滅危惧II類（II）、宮崎県-絶滅危惧IA類（CR-r,g,d）、鹿児島県-絶滅危惧I類

## 分類
基本変種 Ajuga ciliata var. ciliata は中国大陸に分布する。中国大陸ではさらに次の種内変種に分類されている。
- A. ciliata var. chanetii (H. Léveillé & Vaniot) C. Y. Wu & C. Chen
- A. ciliata var. glabrescens Hemsley
- A. ciliata var. hirta C. Y. Wu & C. Chen
- A. ciliata var. ovatisepala C. Y. Wu & C. Chen

## ギャラリー

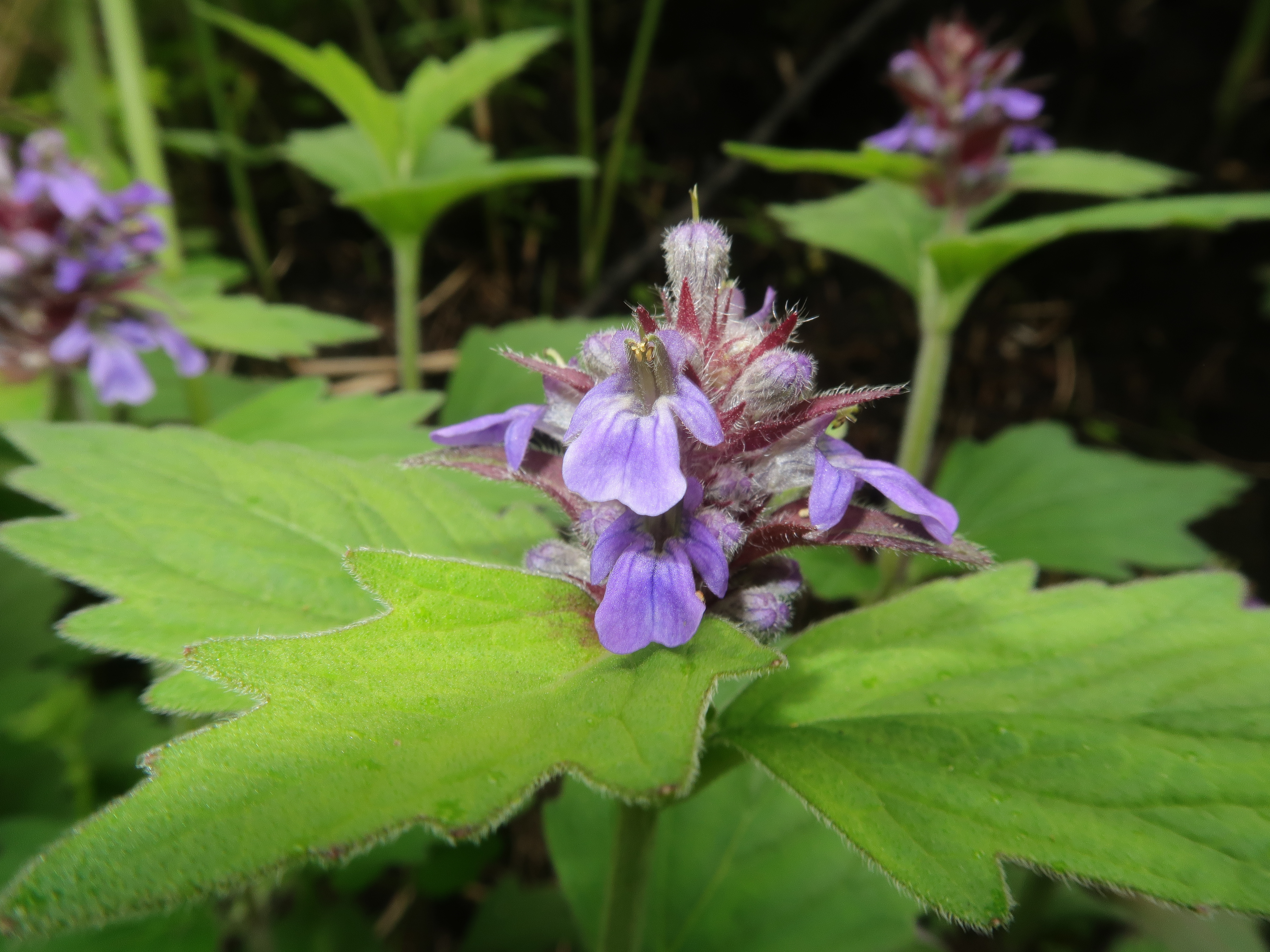
花は青紫色の唇形。苞、萼片、花冠外面、花糸上部に毛が生える。
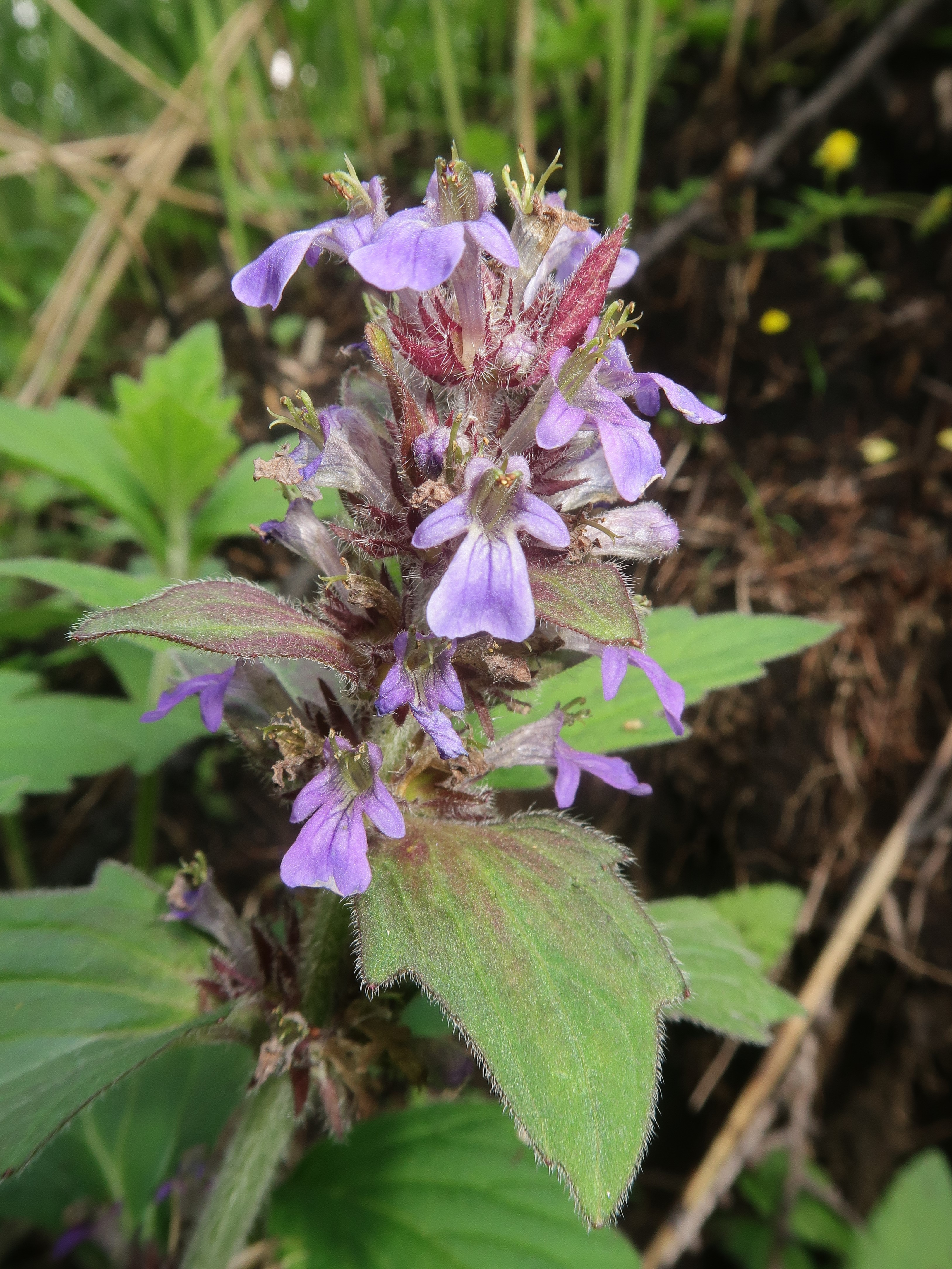
花は茎の頂部に5-8段になる花穂状の輪散花序につく。
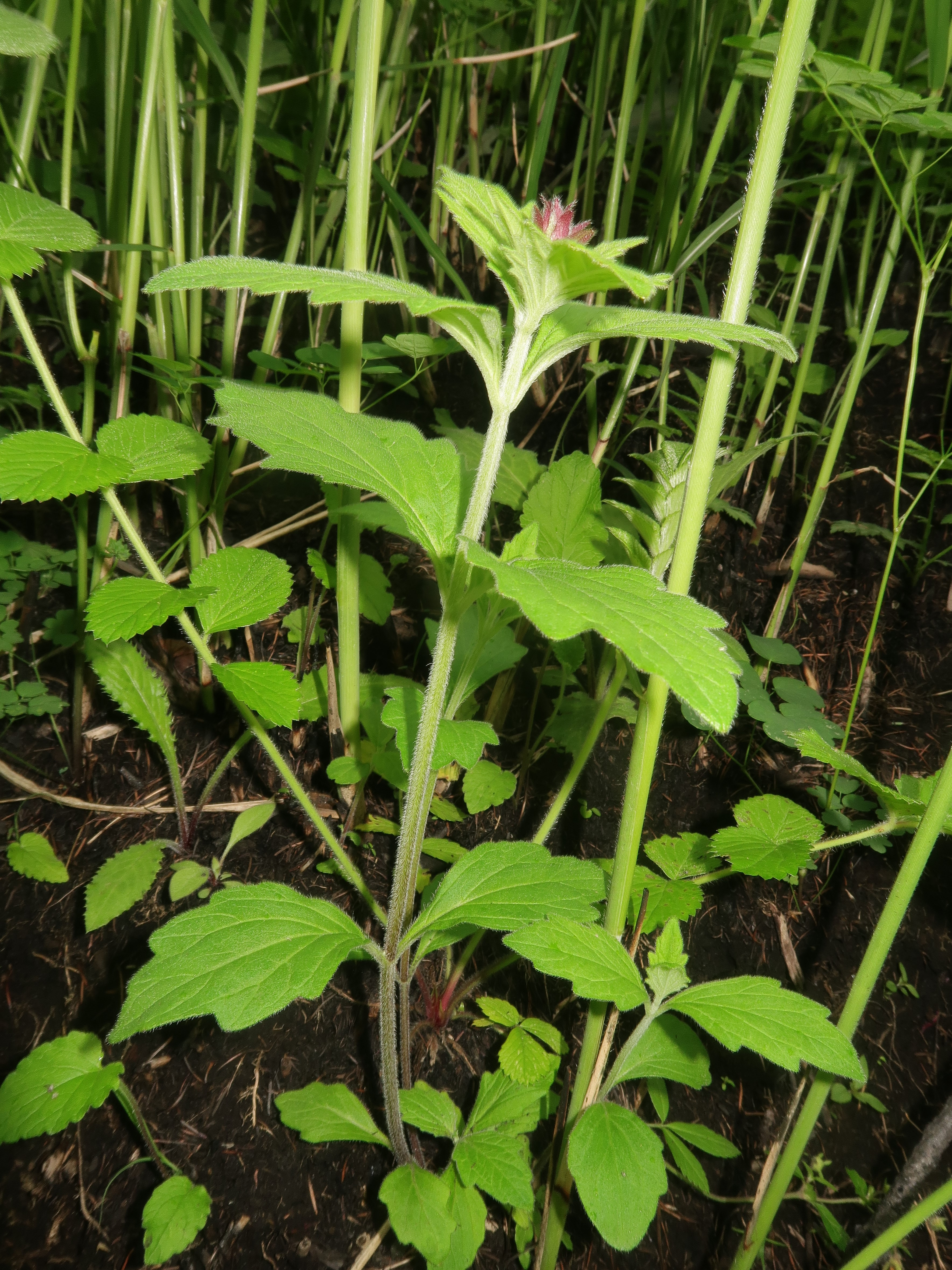
茎の基部の葉はさじ状、中部の葉は卵形から広卵形、上部は赤紫色の苞状になる。
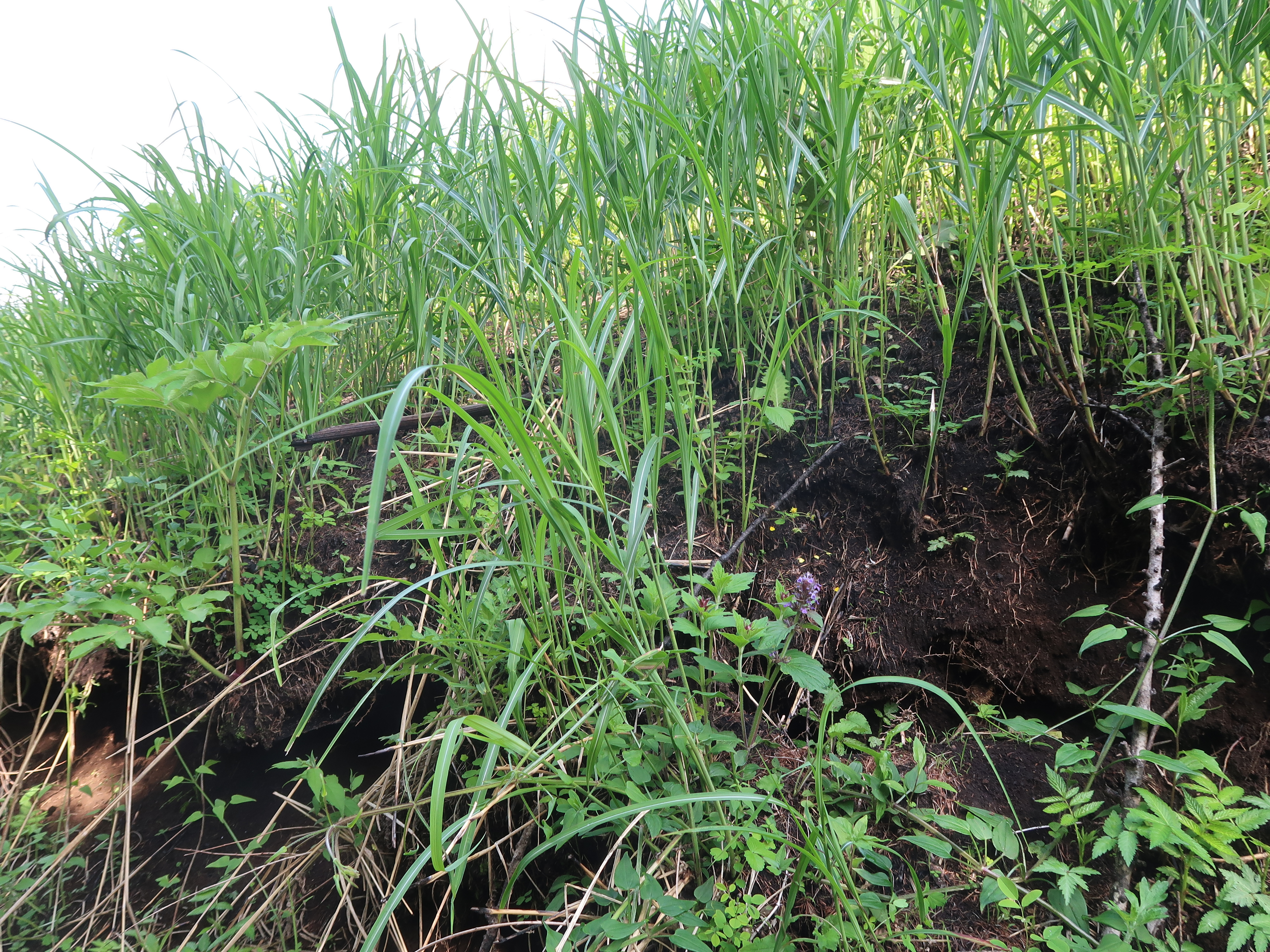
生育環境。人為的に維持されている草原に生えていた。